# Kanton Saint-Étienne-de-Lugdarès
Kanton Saint-Étienne-de-Lugdarès (fr. Canton de Saint-Étienne-de-Lugdarès) je francouzský kanton v departementu Ardèche v regionu Rhône-Alpes. Skládá se z osmi obcí.

## Obce kantonu
- Borne
- Cellier-du-Luc
- Laval-d'Aurelle
- Laveyrune
- Le Plagnal
- Saint-Alban-en-Montagne
- Saint-Étienne-de-Lugdarès
- Saint-Laurent-les-Bains